# 萨尔塔纳市镇
萨尔塔纳镇级市镇（烏克蘭語：Сартанська селищна громада）是乌克兰顿涅茨克州马里乌波尔区的市镇，行政中心为萨尔塔纳。市镇面积为392.3平方公里，2020年人口数量为20,940人。

## 居民点
该市镇包括4个镇（萨尔塔纳、塔拉基夫卡）和14个村庄。
- 部分村庄：希罗基内